# Михаил Когалничану (Ботошани)
Михаил Когалничану (рум. Mihail Kogălniceanu) насеље је у Румунији у округу Ботошани у општини Коцушка. Oпштина се налази на надморској висини од 188 m.

## Становништво
Према подацима из 2002. године у насељу је живело 213 становника, од којих су сви румунске националности.